# Numance Bouel
Numance Bouel, né le 22 mars 1824 à Brunoy où il est mort le 22 août 1884, est un peintre français.

## Biographie
Louis François Numance Bouel est le fils d'Augustin Jean Victor Bouel (1787-1830), avocat, et d'Anne Françoise Virginie Hulot (1796-1866).
Élève de Charles Euphrasie Kuwasseg et de François Antoine Léon Fleury, il expose au Salon de 1870 à 1883.
En 1852, il épouse Anne Émilie Hébert.
Il devient maire de Brunoy en 1884.
Il meurt à son domicile à l'âge de 60 ans.

## Œuvres exposées aux Salons
- Un chemin dans la forêt de Sénart, au Salon de 1870
- La Rivière d'Yères, à Brunoy, au Salon de 1875
- Un moulin, à Jarcy (Seine-et-Oise), au Salon de 1879
- Un chemin dans la forêt de Sénart (Seine-et-Oise), au Salon de 1879
- Une ferme dans la vallée d’Auge, au Salon de 1883

## Postérité
- une avenue de Brunoy porte le nom de Numance Bouel.